# Педавена
Педавѐна (на италиански и на венециански: Pedavena) е малко градче и община в Северна Италия, провинция Белуно, регион Венето. Разположено е на 356 m надморска височина. Населението на общината е 4487 души (към 2014 г.).